# Дипигус
Дипигус је тежак урођени деформитет где се осовина тела рачва лево и десно дуж трупа са дуплираним задњим крајем (карлица и ноге).
Код људи, две унутрашње од четири задње ноге се развијају много мање од нормалних. Друга врста деформитета са додатним ногама може се десити од дегенерисаног сијамског близанца, као што се можда догодило са Френком Лентинијем са његовом трећом ногом.

## Узроци
Дипигус деформитет је тежак и екстреман облик каудалне дупликације где се осовина тела потпуно дуплира на каудалном крају. Претпоставља се да су генетски, еколошки или тератогени фактори умешани у рано у интраутерином животу и на тај начин утичу на ембрионалну клоаку и деривате нотохорде. Ово доводи до неинхибиране фисије герминалног диска на каудалном крају и заустављене фисије рострално.

## Третман
Обично се ради операција. Код случаја каудалне дупликације (дипигус) са комплетним ситус инверсусом, уклоњен је један сет дуплираних доњих генитоуринарних и пробавних тракта, екстра доњих удова и карличних костију и реконструисана је карлица.
Након операције, осим средњег ожиљка на абдомену и карлици, дете изгледа нормално, стално добија на тежини и има бешику и фекалну континенцију. Када достигне одговарајуће године, очекује се да ће моћи да издржи тежину и да хода.

## Случајеви
У енглеској литератури су до данас пријављена само два случаја дипигуса код човека – чувени Франциско Лентини и Миртл Корбин, који су живели много година стварајући децу.
Миртл Корбин је имала дипигус; удала се и имала петоро деце. Тератолози у медицинским часописима и енциклопедијама у 19. веку класификовали су њену аномалију користећи неколико различитих, али подједнако сложених термина, према конвенцијама тог времена. Неки су је називали "dipygus dibrachius tetrapus", други су њено стање назвали "'постериорна дихотомија', подваријетет schizorachis".

### Случајеви моноцефалус дипигуса
Описана су и два случаја урођеног задњег дуплирања код штенаца. Ова малформација позната и као моноцефалус дипигус односи се на удвостручене индивидуе, које карактерише то што су глава и грудни кош спојени у једно и симетрично дуплирање карлице и задњих удова. Генерално, оба случаја се могу повезати као симетрично спојени близанци.
У једном случају, сијамски близанци су се опорављали после царског реза, 18. децембра 2007. Један је био физички нормалан, испоручен је као очигледно здраво дете пре операције без помоћи. Међутим, спојени близанци су убрзо умрли. Направљена је радиографија и сијамски близанци су послати на обдукцију. Радиографски прегледи су открили потпуно развијен скелетни систем осим појединачних глава (моноцефалус), неко одступање ребара и били су спојени на грудном кошу.
Обдукција је потврдила да су близанци били спојени на грудном кошу и имали су потпуно развијено срце у једном од близанаца и рудиментарно у другом. Била су три бубрега: два у близанцу са развијеним срцем и један у другом близанцу. Близанци су делили заједничку јетру и плућа.